# Menander menander
Menander menander is een vlindersoort uit de familie van de prachtvlinders (Riodinidae), onderfamilie Riodininae.
Menander menander werd in 1780 beschreven door Stoll.